# Obata Tokujirō

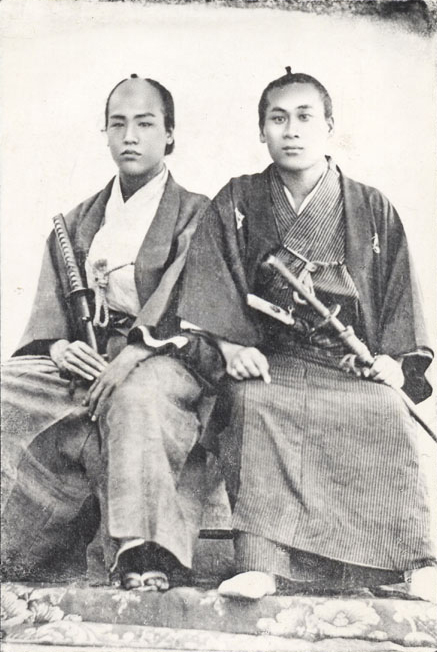
Porträtfoto von Obata Tokujirō (links) und Matsuyama Tōan, wahrscheinlich während 1860–70er Jahre aufgenommen (Nakatsu Municipal Museum of History and Folklore)

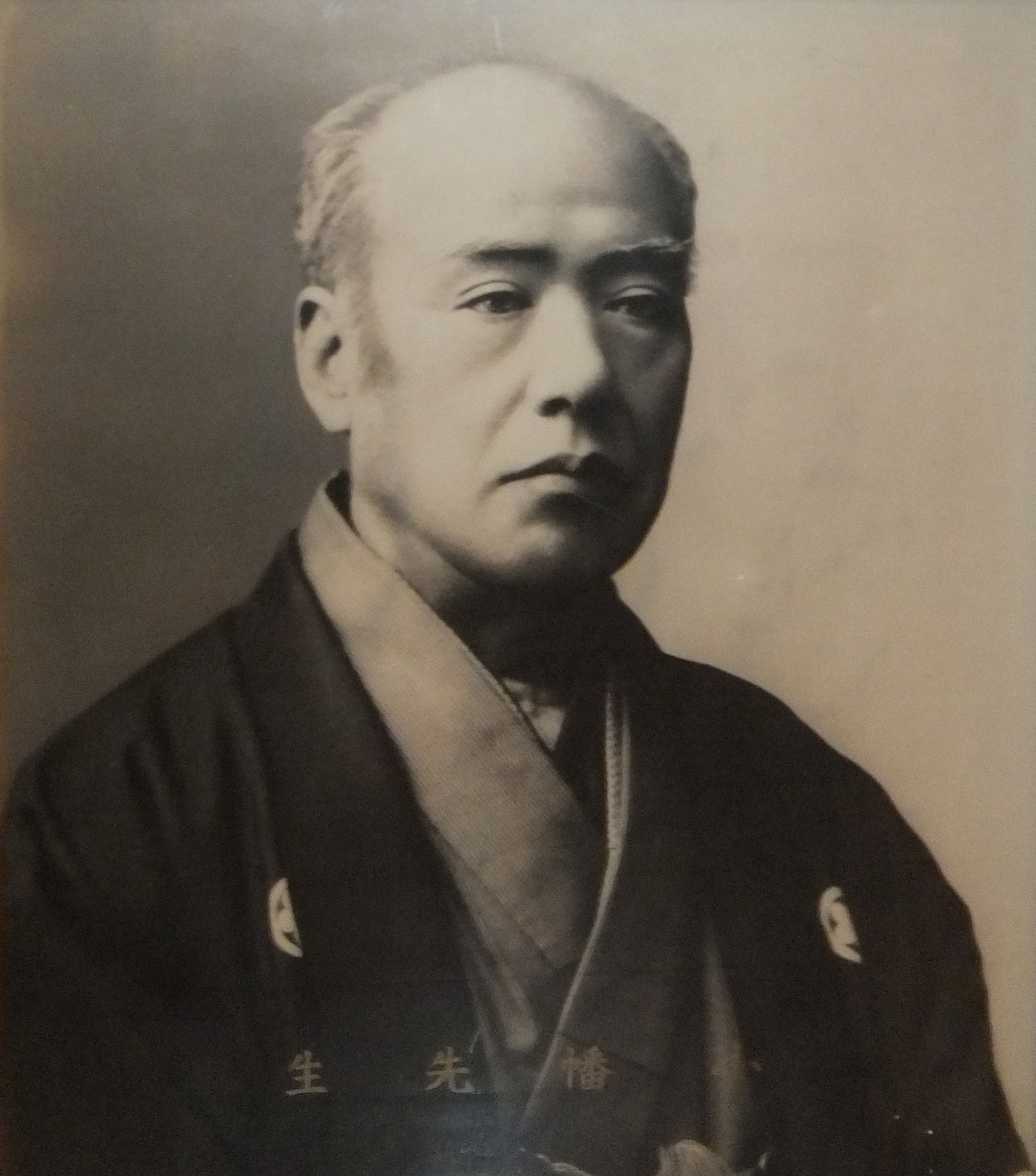
Porträtfoto von Obata Tokujirō, 19. Jh. (Nakatsu Municipal Museum of History and Folklore)

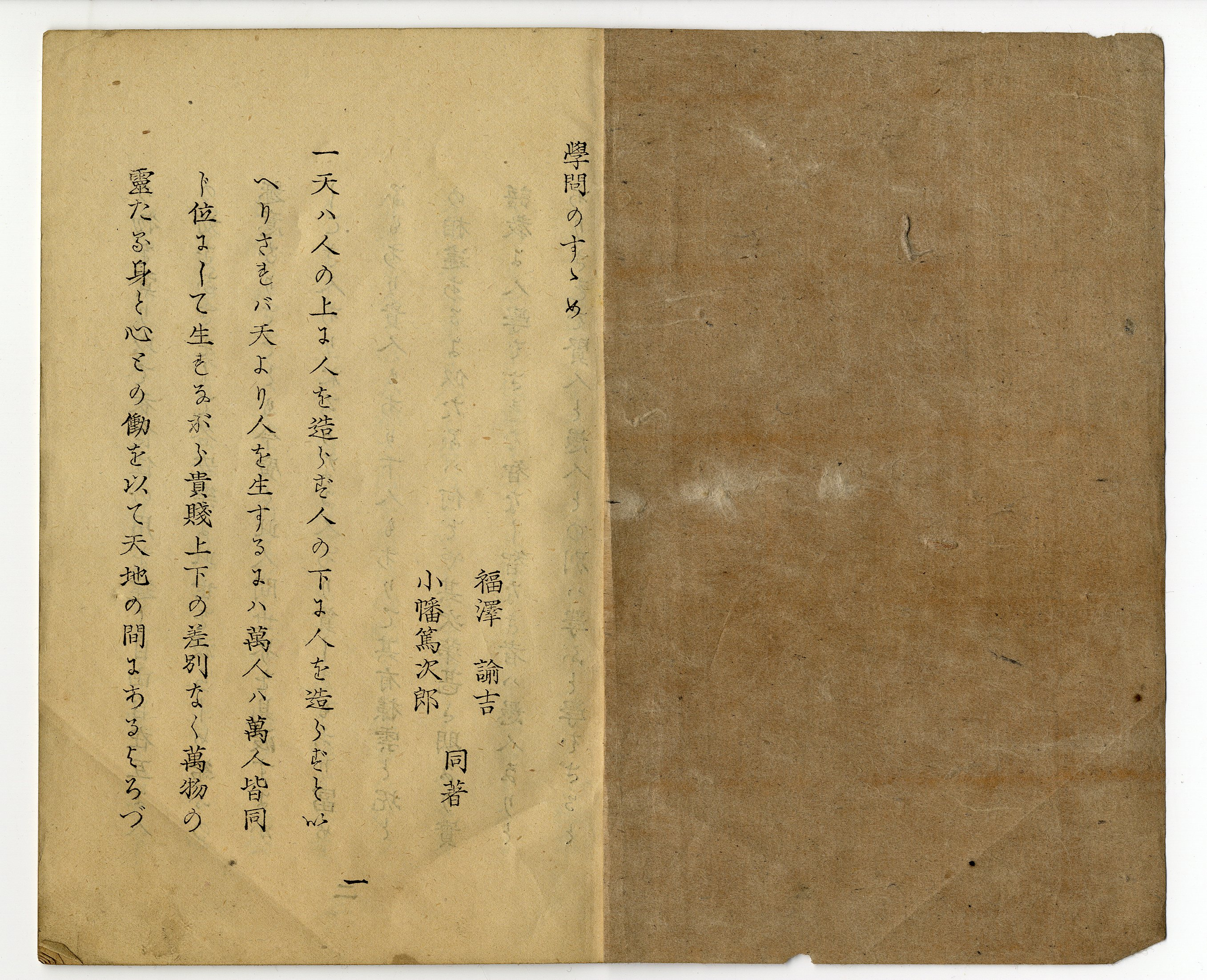
Erste Seite des „Aufrufs zum Lernen“ (Gakumon no susume), die 1871 gemeinsam von Fukuzawa Yukichi und Obata Tokujirō verfasst worden war.

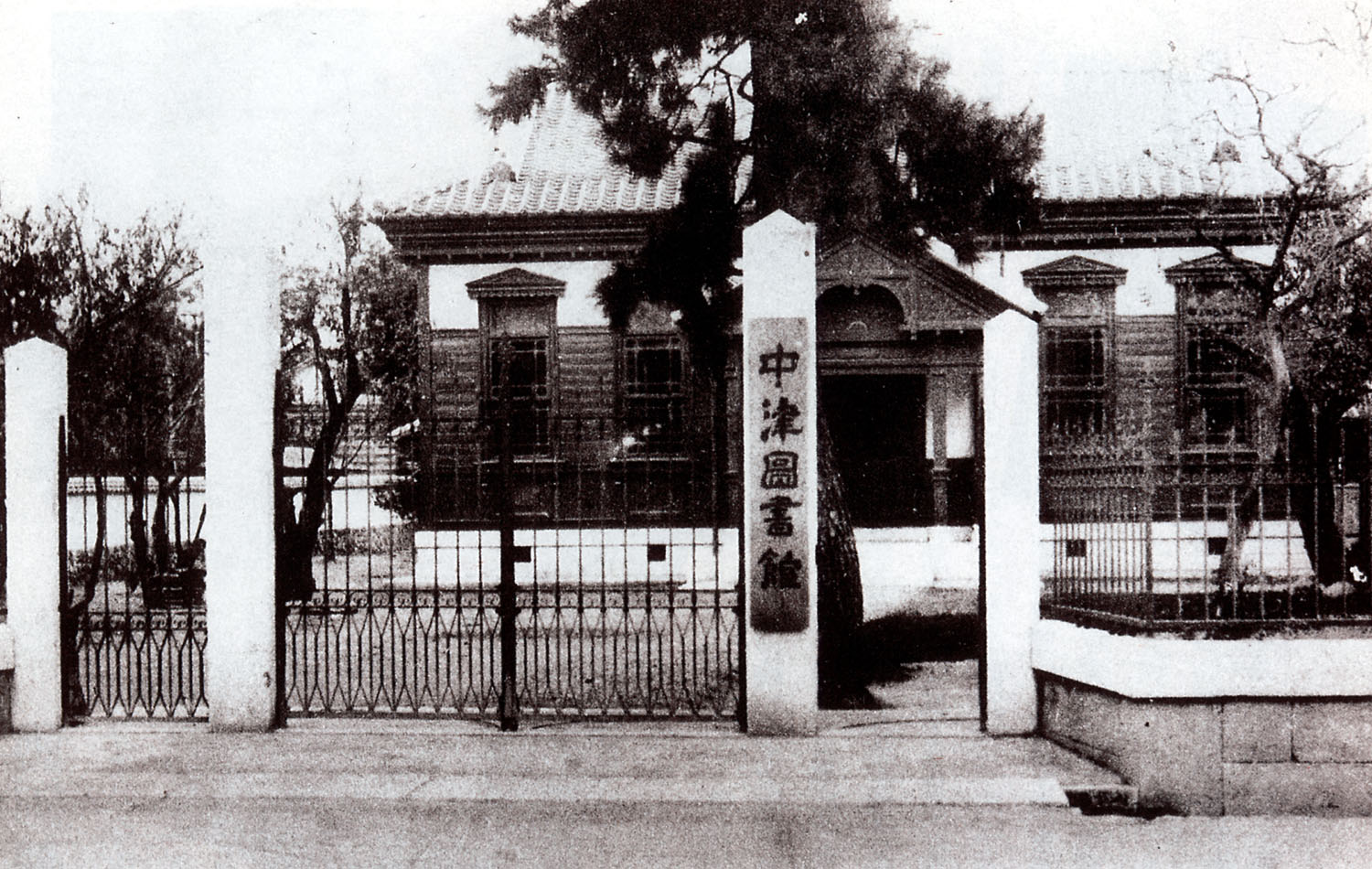
Nakatsu Bibliothek (1909 errichteter alter Bau)

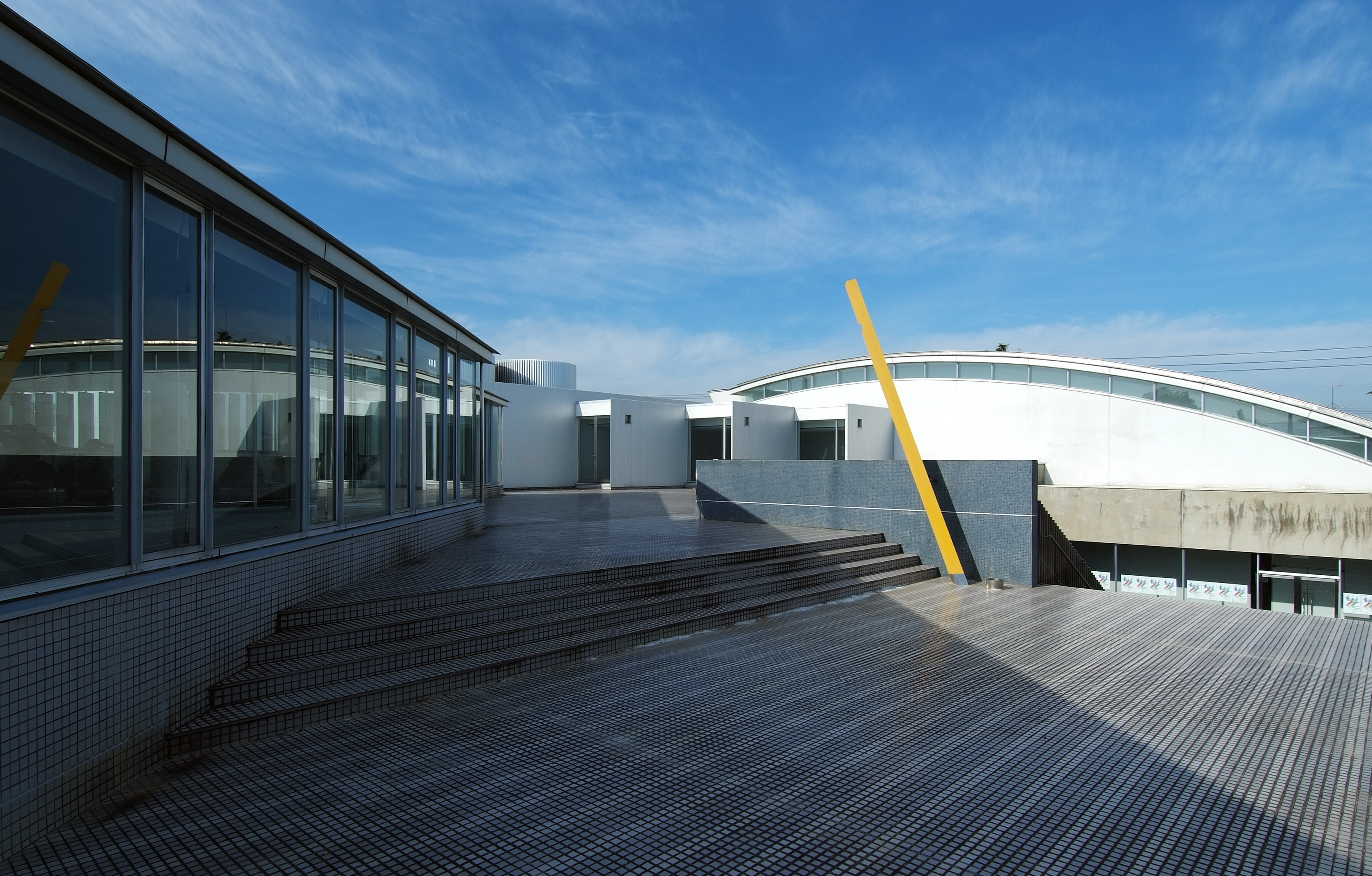
Obata Memorial Library, neuer Bau auf dem ehemaligen Gelände der Clan-Schule (Shinshūkan)

Obata Tokujirō (japanisch 小幡 篤次郎; * 8. Juni 1842 in Nakatsu (Provinz Buzen, heute Präfektur Ōita); † 16. April 1905) war ein japanischer Autor, politischer Philosoph und Erzieher. Er zählt zu jenen Intellektuellen der Meiji-Restauration, die eine wichtige Rolle bei der Modernisierung Japans spielten.

## Leben
Obata wurde 1842 (nach japanischem Kalender: Tenpō 13) als zweiter Sohn des dem Landesherren (Daimyō) von Nakatsu dienenden gut situierten Samurais Obata Tokuzō (小幡 篤蔵) geboren. Über die frühe Kindheit ist nur bekannt, dass er sich unter Anleitung seines Vaters mit dem klassischen konfuzianischen Schrifttum beschäftigte. Im Alter von 16 Jahren trat er in die Schule Shinshūkan (進脩館) ein, die zur Ausbildung der Samurai-Kinder des Lehens diente, aber auch Kindern anderer Schichten zugänglich war. Die Unterrichtsfächer umfassten klassische chinesische Literatur, Kalligraphie, Mathematik, Wehrkunde, West-Studien (yōgaku) und vielerlei praktische Unterweisungen im Reiten, Bogenschießen, Fechten, Schwimmen usw. Im Alter von 23 Jahren wurde er zum Konrektor der Schule ernannt.
1864 zog er auf den Rat von Fukuzawa Yukichi zusammen mit weiteren Gefährten von Nakatsu nach Edo. Fukuzawa stammte ebenfalls aus einer Samuraifamilie des Lehens Nakatsu, hatte zunächst in der Edo-Residenz des Lehnsherren als Lehrer für Holland-Studien (rangaku) gewirkt, dann aber als Mitglied einer Regierungsdelegation Amerika und Europa kennengelernt und sich fortan dem Studium der englischen Sprache und der über englische Texte vermittelten westlichen Wissenschaften gewidmet.
Obata begann in Edo ebenfalls mit dem Erwerb der englischen Sprache, übernahm dann von 1866 bis 68 die Leitung der Schule von Fukuzawa. Zugleich diente er zusammen mit seinem jüngeren Bruder Jinsaburō (小幡 甚三郎, 1846–1873) als Lehrkraft für Englisch in der von der Tokugawa-Regierung 1862 gegründeten Einrichtung Kaiseisho (開成所) für westliche Wissenschaften. 1868, nach japanischer Zeitrechnung das vierte Jahr der Ära Keiō, gründete Fukuzawa die ‚Keiō-Privatschule’ (慶應義塾 Keiō Gijuku), um die Aufklärung der Gesellschaft (文明開化 Bunmei-kaika, hier ideengeschichtlich auch: 啓蒙 Keimō) voranzutreiben. Dies war jenes Jahr des Umbruchs (Meiji-Restauration), in der die Herrschaft der Tokugawa endete und eine Epoche der rasanten Modernisierung des Landes begann.
Obata erwarb sich beim Aufbau der neuen Gesellschaft beträchtliche Verdienste. 1871 verfasste er anlässlich einer Schulgründung in Nakatsu zusammen mit Fukuzawa einen ‚Aufruf zum Lernen’ (学問のすゝめ, Gakumon no susume) Nachdem er sich ein Jahr dem Aufbau der Schule in Nakatsu gewidmet hatte, ging er 1872 wieder nach Tokyo. Hier engagierte er sich an der Gründung der ‚Muster-Oberschule Tokyo’ (東京高等師範学校 Tōkyō kōtō shihan gakkō) beteiligt, die 1876 den Betrieb aufnahm.
Im selben Jahr machte er eine Reise nach Europa und Amerika. 1879 wurde er Mitglied der zur Förderung der Wissenschaften gegründeten ‚Tōkyō Akademie’ (東京学士会院 Tōkyō gakushi kaiin). 1880 nahm er an der Gründung einer politisch ambitionierten Vereinigung von Unternehmern und Geschäftsleuten, der sogenannten Kōjunsha (交詢社), teil. 1890 wurde er Mitglied des Oberhauses (貴族院 kizokuin). Im März desselben Jahres übernahm er die Leitung der neuen Keiō Gijuku Universität, die er bis Oktober 1897 innehatte. Auch danach spielte er dort eine zentrale Rolle.
Obata verfasste zahlreiche Lehrbücher sowie aufklärerische Schriften und publizierte darüber hinaus eine Reihe von Übersetzungen (Alexis de Tocqueville, Francis Wayland, William Chambers, Richard Senett, Reginald Francis Douce Palgrave, Frederick Martin, Emil Schalk usw.).
Obata starb im Alter von 64 Jahren. Kurz vor seinem Tode vermachte er die Hälfte seiner umfangreichen Büchersammlung sowie ein Grundstück der Familie seiner Heimatstadt Nakatsu mit der Auflage, dort eine Bibliothek zu gründen. Dies war die 1909 fertiggestellte erste öffentliche Bibliothek von Nakatsu, die bis heute als städtische Obata-Gedenk-Bibliothek besteht.

## Werke (Auswahl)
- Obata Tokujirō / Obata Jinsaburō: Eibun jukugo shū, 1868 (英文熟語集).
- Obata Tokujiro: Tenhen chii (天変地異), 1868
- Obata Tokujirō: Shōgaku rekishi, 1887 (小学歴史).
- Obata Tokujiro: Miru-shi shūkyō sanron, 1877 (彌兒氏宗教三論).
- Obata Tokujirō: Hakubutsu shinpen hoi (博物新編補遺)
- Fukuzawa Yukichi / Obata Tokujirō: Gakumon no susume, 1872 (Erste Ausgabe) (学問のすゝめ)